# آب‌مار کانتور
آب‌مار کانتور (نام علمی: Cantoria violacea) نام یک گونه از تیره قمچه‌ماران است.